# Sappada
Sappada (Cimbrian: Plodn, tiếng Đức: Pladen) là một đô thị ở tỉnh Belluno trong vùng Veneto, có vị trí cách khoảng 130 km về phía bắc của Venice và khoảng 60 km về phía đông bắc của Belluno. Tại thời điểm ngày 31 tháng 12 năm 2004, đô thị này có dân số 1.339 và diện tích 62,6 km².
Sappada giáp các đô thị: Forni Avoltri, Prato Carnico, Santo Stefano di Cadore, Vigo di Cadore.